# Pretérito perfecto compuesto
El pretérito perfecto compuesto (o pretérito perfecto), llamado antepresente por Andrés Bello en su Gramática, es un tiempo verbal relativo de aspecto perfectivo, típico de algunas lenguas indoeuropeas.

## Pretérito perfecto en español
En español, el pretérito perfecto es un tiempo verbal empleado en el discurso hablado de manera habitual, con variaciones regionales en su uso tanto en Hispanoamérica como en España. 
El pretérito perfecto compuesto se forma con el presente del verbo auxiliar haber y el participio del verbo que denota la acción, como en (yo) he ido, (tú) has comido o (ellos) han traído.
Ejemplos:
Mientras estábamos viendo la televisión, el ladrón ha entrado por la ventana.
Le he contado a mi madre lo que he visto durante mi visita a Madrid.
He cenado con mis padres.

### Usos

#### Usos temporales
De manera general, puede decirse que esta forma verbal se usa para referirse a hechos pasados que tienen relación con la zona temporal en la que se encuentra el hablante (mientras que el pretérito perfecto simple expresa una acción sin dicha relación), como por ejemplo en la frase:
"Este fin de semana hemos disfrutado mucho", frente a "Aquel fin de semana disfrutamos mucho".
El hecho o acción disfrutar se sitúa en la zona temporal en la que el hablante ha decidido colocarse, cosa que hace al emplear el determinante este en Este fin de semana, aunque el fin de semana pueda haber pasado. De haberse empleado una expresión como Aquel fin de semana, el hablante habría alejado de sí dicha zona temporal, y el empleo del pretérito perfecto compuesto no habría tenido justificación.
Este uso, por tanto, exige el establecimiento explícito (o implícito en el contexto) de una relación temporal, en el sentido de que se refiere a hechos sucedidos en un pasado a los que se hace referencia en la zona temporal de la frase, como en el ejemplo anterior; generalmente se usa en este sentido. 
Usualmente, esa relación temporal la establece el hablante en la propia frase, por ejemplo al decir Este fin de semana, que lo sitúa en dicho fin de semana, o al decir Hoy he ido al supermercado lo sitúa en Hoy. De nuevo, si en este último caso se hubiese dicho Ayer en vez de Hoy, el hablante habría roto la relación temporal y decir Ayer he ido al supermercado sería erróneo. Igualmente, son inusuales frases como Ayer han aterrizado tres aviones; en caso de querer resaltar la relación temporal, en España se diría Esta noche han aterrizado tres aviones, Este último día han aterrizado tres aviones, u otra fórmula similar que evitara el empleo de ayer. No obstante, en el habla coloquial de la región de Madrid y Salamanca, se tiende a usar el pretérito perfecto compuesto incluso en frases que contienen expresiones de tiempo como "ayer" o "el año pasado".
Evidentemente, el establecimiento de una relación con el ahora del hablante debe tener sentido, y por eso el pretérito perfecto compuesto suele asociarse a hechos del pasado inmediato que prolongan su influencia hasta el presente, como en "Primero he ido al trabajo, y luego de compras" o en "He comido tanto que me siento inflado" (en esta línea, el pretérito pluscuamperfecto sería la aplicación de esta idea a acciones que transcurren todas ellas en un pasado relativamente remoto; nótese que por ello la combinación en una misma frase del pretérito perfecto compuesto y del pluscuamperfecto es algo muy inusual). Aunque esto es correcto, su uso puede tener más matices. Dicho uso es, por supuesto, algo voluntario, pudiendo optarse, sin gran perjuicio a la compresión del discurso, por el empleo del pretérito indefinido como en Hoy fui al supermercado. No obstante, esto último, en las zonas acostumbradas al empleo del pretérito perfecto adquiere connotaciones de distanciamiento de la acción, y en dichas zonas en general se considera que tal empleo hace perder matices al idioma.

#### Uso matizado
En este sentido, el pretérito perfecto permite dar a las frases interesantes matices, pues la relación con el ahora del hablante puede ser meramente psícológica, como en la frase :
"Hace dos años que mi madre ha muerto", expresión con la que el hablante denota que aún mantiene una relación de proximidad psicológica con la muerte de su madre; podría decir "Hace dos años que mi madre murió" (aunque el orden habitual de la frase en España sería en ese caso Mi madre murió hace dos años), y con eso denotaría haber superado el hecho, un deseo de distanciarse del mismo, o estaría reafirmando un hecho del pasado (por ejemplo, si alguien le hubiera preguntado por su madre).
Evitar y sustituir el pretérito compuesto por el pretérito indefinido, permite al hablante que hace un uso más generalizado de aquel, tomar distancia de un hecho reciente del que, aunque se relacione con el presente (razón por la cual se debería emplear el pretérito perfecto compuesto), se quiere remarcar el rechazo o el disgusto que suscita. Por ejemplo, si se acaba de terminar una tarea difícil, aunque lo común sería decir: "Por fin he acabado", sustituyendo el tiempo perfecto por el indefinido, queda: "Por fin acabé", con lo que el hablante expresa ímplicitamente su deseo de alejarse de una tarea que le ha resultado desagradable. Igualmente, al decir "Por fin se terminó el concierto" en vez de "Por fin se ha terminado el concierto", uno da a entender que el concierto se le ha hecho aburrido o poco agradable. Esto es, el no empleo intencionado del pretérito perfecto compuesto en situaciones en que debería usarse permite romper con la zona temporal del hablante, expresando así su deseo de marcar distancias con la acción o hecho referido.[cita requerida]
Más aún, la relación temporal con el ahora del hablante también puede ser usada para enlazar con el futuro:
"En tres minutos he acabado", asociando la finalización de la acción mediante un tiempo pretérito con la afirmación de su futuro (en tres minutos...).
Si, por su parte, el pretérito compuesto es usado junto con otro verbo conjugado en tiempo presente, indica una anterioridad relativa:
"Resulta que acabo de llegar a casa, y ya te has dormido"
Los tres ejemplos anteriores son los usos más generales. Adicionalmente los hispanohablantes americanos emplean este tiempo verbal para denotar ciertos matices ajenos completamente a los del castellano de España.
En Hispanoamérica el pretérito perfecto compuesto se usa típicamente en oposición al pretérito perfecto simple, bien como una forma ultracorrecta, o bien para distinguir un hecho concreto de una abstracción o un hecho general. Por ejemplo, ante una misma realidad (Juan toca la guitarra), se habla de dos cosas distintas en estas dos situaciones:
"¿Viste a Juan tocar la guitarra?", respondiendo "Sí, lo vi", donde se usa el perfecto simple frente a
"¿Has visto a Juan tocar la guitarra?", respondiendo, "Sí, lo he visto, es muy bueno".
La diferencia entre estos dos casos es que en el primero se está hablando de un hecho concreto, tanto es así que se podría seguir especificando dónde lo ha visto a Juan tocar, cuándo, etc. Por ejemplo, podría seguir dicieno "Lo vi tocar en la casa de mi primo, el martes de noche": de lo que se está hablando es de un hecho concreto, delimitable en el tiempo y el espacio.
En cambio, en el segundo caso lo importante no es un hecho concreto, delimitable en el tiempo y el espacio, sino el hecho abstracto general de "haber visto a Juan tocar la guitarra", independientemente de si lo ha visto una, dos, o mil veces; ayer, hace una semana, o hace veinte años; o si fue aquí, en otra ciudad, o en otro continente.
Al no usarse más que para denotar tal diferencia entre hecho general y hecho concreto, en Hispanoamérica este matiz es posible. Sin embargo, un hablante español rara vez distinguirá tal matiz de ese modo: el planteamiento de la pregunta "¿Viste a Juan tocar la guitarra?" tendría posiblemente para él un matiz de lejanía en el tiempo ante el que irremediablemente respondería "Sí, lo vi", si es que fue el caso; de esta forma habría asociado la pregunta a un hecho concreto. Pero al preguntarle "¿Has visto a Juan tocar la guitarra?", indefectiblemente respondería "Sí, lo he visto", pero no distinguiría como un hispanoamericano entre el matiz de hecho concreto o abstracción (o hecho recurrente). Eso lo podría distinguir del contexto general de la situación, por ejemplo porque Juan ha tocado hace poco la guitarra, y él lo ha visto, en cuyo caso estaría reconociendo el sentido concreto de la pregunta; y por oposición, reconocería el sentido general o abstracto de la misma si es que se diera el caso de que hubiera visto tocar la guitarra a Juan, pero hace ya un tiempo, o porque lo ha visto tocar en varias ocasiones, pero no en un pasado inmediato. Si el que plantea la pregunta hubiera querido darle a la misma un matiz concreto, tendría que haber añadido algo a la pregunta, como por ejemplo "¿Has visto a Juan tocar la guitarra alguna vez?", para darle un cariz general al hecho, o "¿Has visto a Juan tocar la guitarra esta tarde?", para darle un matiz concreto; de nuevo, dicho matiz concreto, de nuevo, sólo puede dársele usando adverbios temporales o construcciones temporales que liguen el pasado con el ahora del hablante: no diría "¿Has visto a Juan tocar la guitarra ayer?".

## Pretérito perfecto compuesto en lenguas románicas y germánicas
La mayoría de lenguas románicas y algunas lenguas germánicas, tienen formas de pretérito perfecto simple que se oponen a un pretérito perfecto compuesto. Los detalles y amplitud de uso de cada tiempo difieren ligeramente de una lengua a otra. Expresando el pretérito compuesto generalmente el significado de una predicación verbal o estado de hechos, que se inició en el pasado y tiene algún tipo de consecuencia física o implicación lógica relevante para los acontecimientos presentes.
Además una innovación típica de las lenguas europeas occidentales es expresar este pretérito perfecto compuesto mediante una forma perifrástica formada por un verbo auxiliar ('haber') y una forma de participio. Ni en latín clásico, ni en proto-germánico existían formas de ese tipo, por lo que en última instancia pueden considerarse un ejemplo de préstamo gramatical o como mínimo de desarrollo lingüístico convergente.
La desaparición en parte de sus hablantes de los tiempos perfectivos como éste no es inédita al castellano; otros idiomas, como el francés - en francés para referirse al pasado se usa casi exclusivamente el passé composé, o pasado compuesto, o el portugués, también han sufrido procesos parecidos.
Por influencia anglosajona, pues en inglés el tiempo verbal equivalente se llama Present Perfect (presente perfecto), hay autores que tienden a distinguir, para algunos de sus usos, entre presente perfecto y pretérito perfecto compuesto. En realidad, la forma verbal es la misma, pero las funciones asociadas al pretérito perfecto compuesto engloban las del presente perfecto, y añaden otros matices ajenos a la lengua inglesa[cita requerida].

## Diferencias con el pretérito perfecto simple
La función de ambos tiempos no es la misma: el pretérito perfecto simple enfatiza el hecho pasado, mientras que el pretérito perfecto compuesto se localiza en el presente, siendo el presente un resultado de un hecho pasado.
1. El chico vio el coche.
2. El chico ha visto el coche.

En (1) la acción es puntual y solo ocurrió una vez en ese momento. Hace énfasis en el hecho de que el niño vio el coche, en cambio en (2) el sujeto se refiere a un estado o situación que sigue teniendo validez en el presente. Es decir, sería una analepsis, ya que evoca a un hecho anterior. Existen además diferencias dialectales en las que el uso del presente perfecto es diferente. Así, el uso de unos dialectos puede ser agramatical desde el punto de vista de otros dialectos, etc. Por ejemplo, en algunas zonas de España se emplea el compuesto para acciones que acabaron recientemente y el simple cuando se refiere a una acción más lejana en el pasado.